# Schloss Bürg

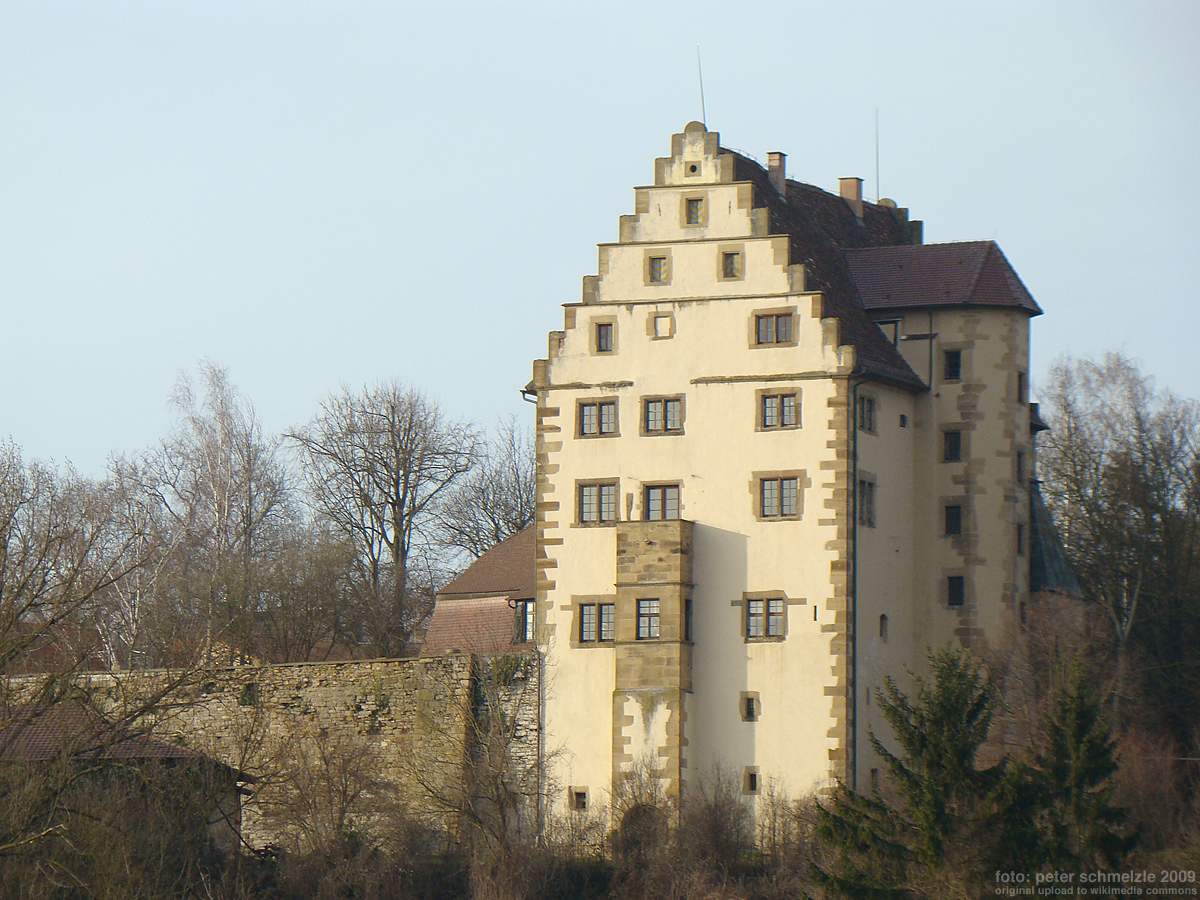
Schloss Bürg

Schloss Bürg in Bürg, einem Ortsteil von Neuenstadt am Kocher im Landkreis Heilbronn im nördlichen Baden-Württemberg, wurde in seiner heutigen Gestalt 1545 durch die Freiherren von Gemmingen erbaut.

## Geografie
Das Schloss liegt am nördlichen Uferhang des Kochertals gegenüber von Neuenstadt am Kocher am östlichen Ende des alten Ortskerns von Bürg.

## Geschichte

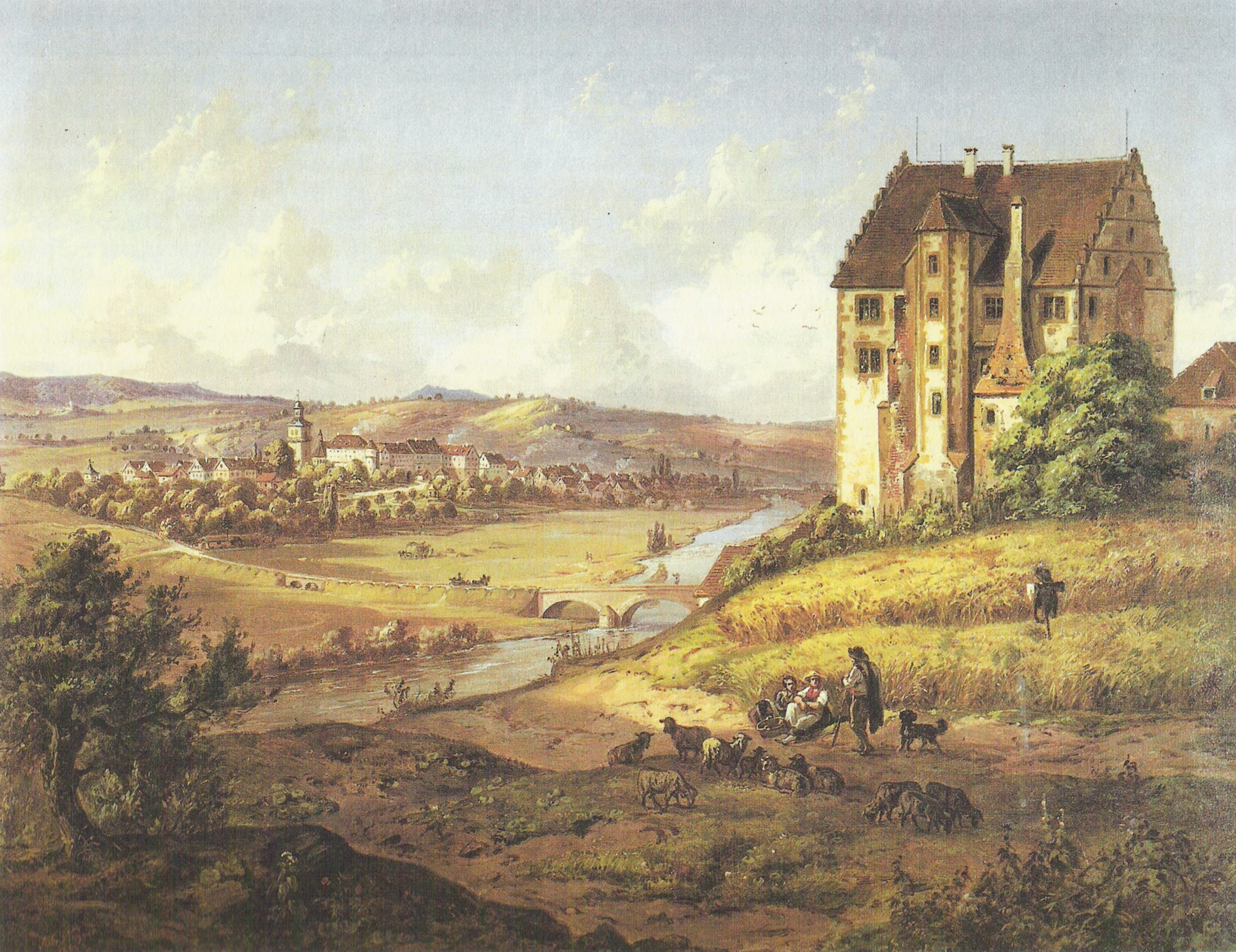
Schloss Bürg, Ölgemälde von Albert Wagner (1853)

Die heutige Besiedlung von Bürg geht auf eine Burg der Herren von Gosheim (Gochsen) aus dem 11. Jahrhundert zurück. Die Burg war seit 1334 in Ganerbenbesitz, zu den Ganerben zählten unter anderem die Herren von Gemmingen, die Herren von Aschhausen, die Herren von Beutingen, die Greck von Kochendorf, die Herren von Talheim und die Herren von Weinsberg. Im Jahr 1456 kam die Burg in den Alleinbesitz der Herren von Gemmingen, die im Vorhof der Burg Hofleute ansiedelten und damit den Ort begründeten, in dem sie bis 1806 die Ortsherrschaft ausübten.
Das heutige Schloss geht auf einen Neubau des Herrensitzes aus dem Jahr 1545 zurück. Bauherr war Eberhard von Gemmingen zu Bürg, der 1541 auch die Reformation in Bürg durchführte. Dem Güterverzeichnis des Achilles Christoph von Gemmingen (1619–1676) nach haben im Dreißigjährigen Krieg Franzosen das Schloss 1646 niedergebrannt. 
Im Zweiten Weltkrieg waren im Schloss erst Flüchtlinge, später auch Soldaten einquartiert. Gegen Ende des Krieges wurde das Schloss durch Artilleriebeschuss der vorrückenden Amerikaner schwer beschädigt. Beim Einmarsch der Amerikaner kam es zu Plünderungen. Hans-Weiprecht Freiherr von Gemmingen-Hornberg wurde von seinem Enkel Nikolaus Freiherr von Mentzingen beerbt, dem heutigen Besitzer.

## Beschreibung
Schloss Bürg ist ein spätgotischer Steinbau mit Treppengiebel. An der südlichen Giebelseite zum Kochertal hin ist eine Altane angebaut, an der östlichen Traufseite ein Treppenturm. Einige Innenräume des Schlosses weisen ein Gewölbe auf, darunter auch die Hauskapelle. Das Schloss ist vom Ort durch einen Graben getrennt, über den zwei Brücken führten.
Zum Schloss gehörte einst der sich nordwestlich anschließende Schlossgarten mit Waldpark und Schlossteichen. Die Alleen des Schlossgartens waren für die Bevölkerung offen und einst ein beliebtes Ausflugsziel. Das Schlossgartenareal ist heute jedoch überbaut.